# Beni Zentis
Beni Zentis est une commune de la wilaya de Relizane en Algérie.

## Histoire
Béni zentis est une tribu berbère de la fraction zenète de Maghraoua , d'où la commune a tiré son nom.